# Miltochrista rothschildi
Miltochrista rothschildi là một loài bướm đêm thuộc phân họ Arctiinae, họ Erebidae.